# Abu ar-Rabi
Abu ar-Rabi Sulajman (arab. أبو الربيع سليمان; ur. 1291, zm. 1310) – sułtan Maroka z dynastii Marynidów, wnuk sułtana Abu Jakuba Jusufa. 

## Życiorys
Wstąpił na tron po śmierci swojego brata Abu Sabita w 1308 roku. Zmarł z powodu choroby w drodze do Tazy, gdzie miał tłumić powstanie.